# Lumsås Sogn
Lumsås Sogn (bis 1. Oktober 2010: Lumsås Kirkedistrikt (dt.: Kirchenbezirk) im Højby Sogn) ist eine Kirchspielsgemeinde (dän.: Sogn). Das Kirchspiel gehört zur Odsherred Kommune in der Region Sjælland.
Mit der Auflösung der Kirchenbezirke am 1. Oktober 2010 wurde aus dem Lumsås Kirkedistrikt ein selbständiges Sogn. Die genauen Grenzen des neuen Kirchspiels sind noch nicht bekannt gegeben.

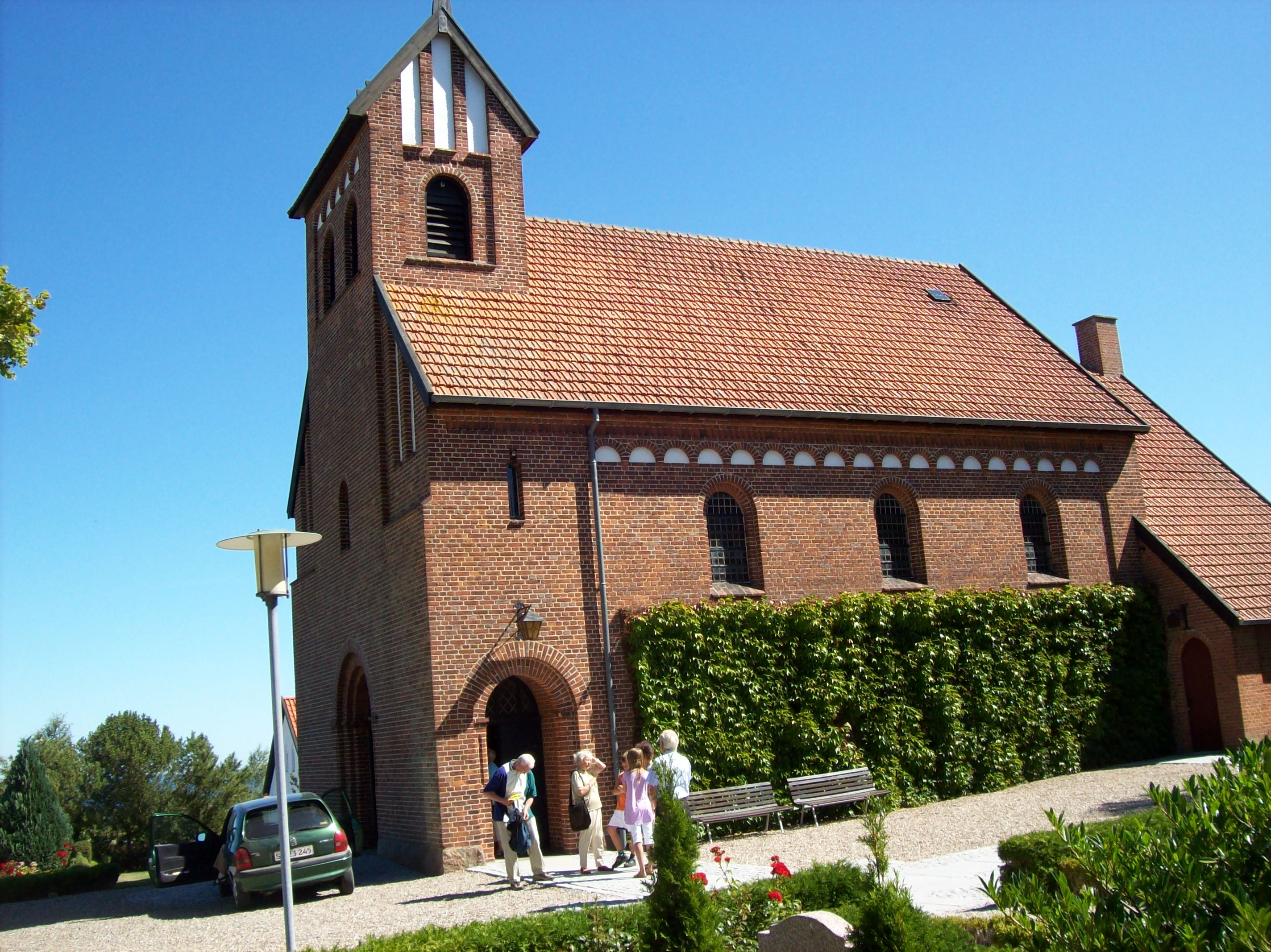
Lumsås Kirke

Am 1. Januar 2023 lebten im Kirchspiel 862 Einwohner. Im Kirchspiel liegt die Kirche „Lumsås Kirke“.
Nachbargemeinden sind im Osten und Süden Højby Sogn und im Nordwesten Odden Sogn. Westlich und nördlich grenzt das Kirchspiel an die Ostsee.